# William S. Clark junior
William S. Clark junior (* 14. April 1798 in North Carolina; † 3. Januar 1871 in Nacogdoches, Texas) war ein US-amerikanischer Farmer, Händler, Siedler, Soldat und Politiker.

## Werdegang
Über die frühen Jahre von William Clark junior ist nichts bekannt. In den 1820er Jahren lebte er in Georgia, wo er als Farmer und Händler tätig war. Zu dieser Zeit heiratete er Martha B. Wall (1801–1863). Das Paar hatte einen Sohn namens William (1828–1884), der 1859 in die Texas Legislature gewählt wurde, danach 1861 Texas bei der Sezession von den Vereinigten Staaten half und während des folgenden Sezessionskrieges in der Konföderierten Armee kämpfte. William S. Clark junior zog 1835 mit seiner Familie nach Texas, was damals noch Teil von Mexiko war, und ließ sich dort in der Gemeinde Sabine nieder. Er wurde dort ein erfolgreicher und wohlhabender Händler. Als einer von zwei Abgeordneten der Gemeinde Sabine nahm er dann an der Konvention von 1836 in Washington teil, wo er die Unabhängigkeitserklärung von Texas mitunterzeichnete. Der andere Abgeordnete war Robert Thomas Gaines, auch als James Gaines bekannt. Nach der Konvention wurde der kommissarische Präsident der Republik Texas David G. Burnet durch Clark dabei unterstützt ein System zu errichten, um Vorräte und andere Güter für die Armee gegen die eindringende mexikanische Armee einzusammeln. Clark wurde 1837 Abgeordneter vom Sabine County im zweiten Kongress der Republik Texas. Wegen einer Krankheit trat er aber 1838 von seinem Sitz zurück. Im April 1850 lebte er noch in Sabine County. In der Folgezeit zog er nach Nacogdoches County. 1859 erwarb er das Planter Hotel in Nacogdoches, welches er bis zu seinem Tod am 3. Januar 1871 betrieb. Clark war Methodist.
1936 stellte die Texas Centennial Commission an Clarks letzten Heim ein Schild auf und errichtete ein gemeinsames Denkmal an den Gräbern von Clark und seiner Ehefrau auf dem Oak Grove Cemetery in Nacogdoches.